# Йохан-Фрисо Орански
Йохан-Фрисо Орански-Насау (на нидерландски: Johan Friso Bernhard Christiaan David, Prins van Oranje-Nassau), граф на Оранж-Насау, йонкхер на Амсберг, (роден на 25 септември, 1968 г.), е втори син на кралица Беатрикс Нидерландска и принц Клаус фон Амсберг. Починал на 12 август 2013 г.
Негови кръстници са крал Харалд V Норвежки, Йохан Кристиан барон фон Йениш, д-р Й. Х. фон Ройен, кралица Юлиана Нидерландска и Кристина фон Амсберг.
Принц Константейн има 2 братя: крал Вилем-Александър Нидерландски и принц Константейн Орански.